# Bissorã
Bissorã és una vila i un sector de Guinea Bissau, situat a la regió d'Oio. Té una superfície 1.123 kilòmetres quadrats. En 2008 comptava amb una població de 56.868 habitants, d'ells 11.964 al nucli urbà.

## Història
Després de l'abrupta independència de Portugal el 1974, a causa de la revolució dels clavells a Lisboa molts dels soldats guineans que van servir a l'Exèrcit portuguès i que havien lluitat contra les guerrilles independentistes van ser desarmats i foren deixats enrere. Alguns milers d'ells van ser executats pel nou poder governant de Guinea Bissau, el PAIGC. Un nombre petit havia aconseguit prèviament a emigrar a Portugal a altres països africans. La matança més famosa es va produir a Bissora. El 1980 PAIGC va admetre en el seu diari Nó Pintcha (del 29 de novembre 1980) que molts van ser executats i enterrats en fosses comunes sense marcar als boscos de Cumerá, Portogole i Mansabá.

## Agermanaments
- Braga